# ペンシルベニア級装甲巡洋艦
ペンシルベニア級装甲巡洋艦（Pennsylvania class armored cruisers）は、アメリカ海軍が建造した装甲巡洋艦の艦級で1901年から1908年にかけて6隻が建造された。

## 概要
本級はアメリカ海軍が装甲巡洋艦6隻の整備を計画し、1899年度計画で3隻、1900年度年度計画で3隻の計6隻が建造された。
全艦が第一次世界大戦に参加し、カリフォルニアがサンディエゴへ改名後、第一次世界大戦時にドイツ帝国海軍のUボートからの攻撃で戦没したのを除いて、残りの5隻はロンドン海軍軍縮条約に従い1929年から31年にかけて廃棄された。

## 艦形

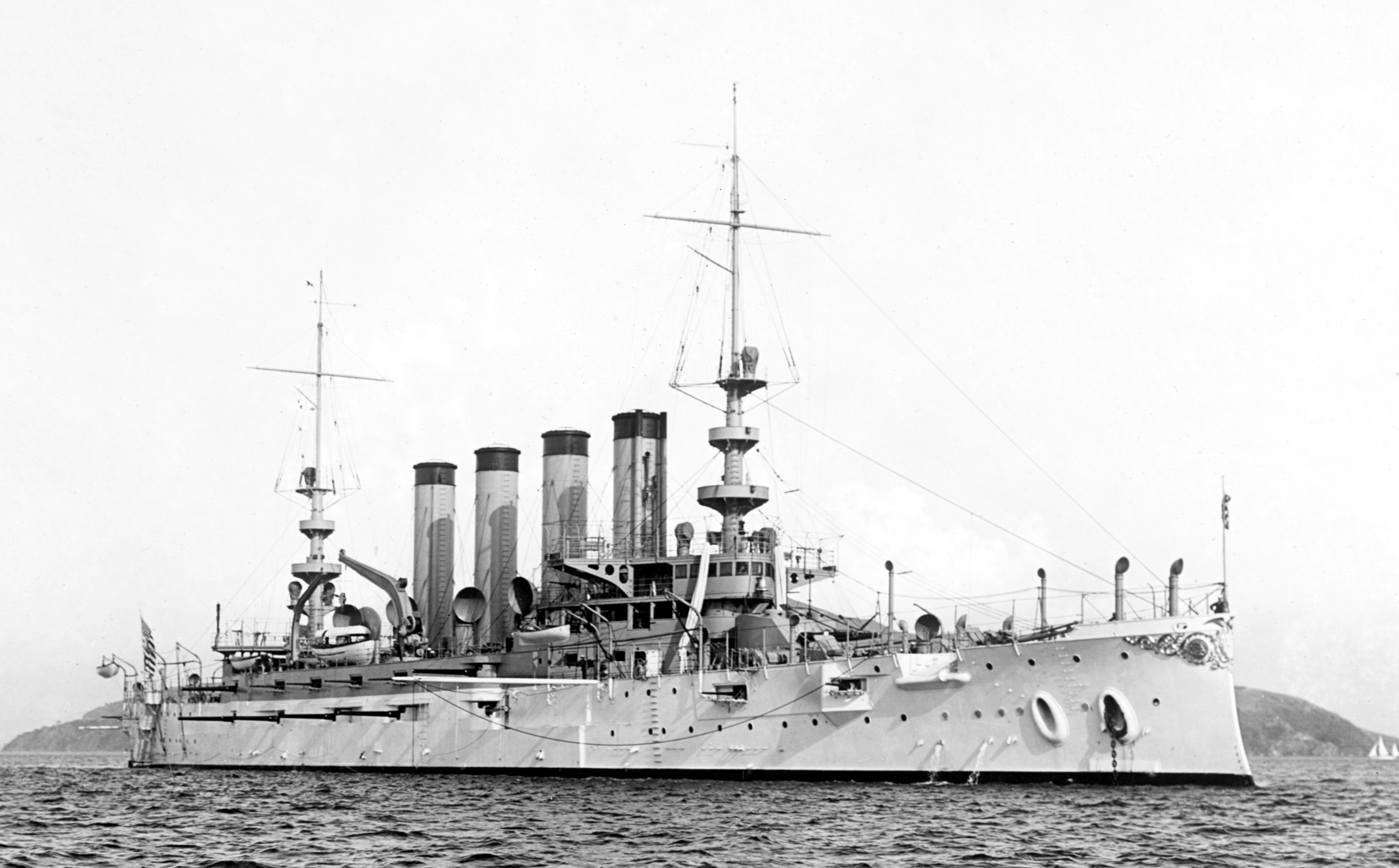
就役時の「カリフォルニア」。

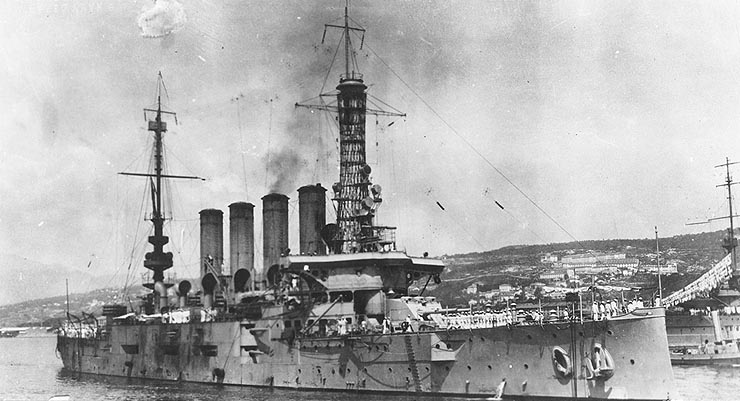
1919年時の「ピッツバーグ（旧：ペンシルベニア）」。舷側砲の一部が撤去されている。

本級の船体構造は平甲板型船体で、艦首から順に構造を記述すれば、艦首水面下には未だ衝角（ラム）が付き、艦首甲板上に20.3cmライフル砲を楔形の連装砲塔で1基を配置。その背後から上部構造物が始まり、司令塔を組み込んだ操舵艦橋を基部として見張り所に単装機砲を配置するミリタリーマストが立つ。船体中央部に4本煙突が立ち、その周囲は煙管状の通風筒が立ち並び、舷側は艦載艇置き場となっており、その運用はグース・ネック（鴨の首）型のクレーン2基で運用された。
後部マストが立った所で上部構造物が終了し、甲板一段分下がった後部甲板上に20.3cm主砲塔が後ろ向きに1基配置された。舷側には15.2cm速射砲が上部構造物の四隅に1基ずつと舷側ケースメイト（砲郭）配置で5基ずつの片舷7基ずつ計14基が配置された。他に近接火器として7.6cm速射砲が上部構造物と舷側甲板上に計18基を配置していた。
就役後の1909年から1911年にかけて前部マストを籠状マストにする改装が行われ、この時に主砲を新型の「Mark6 20.3ｃｍ（45口径）砲」を連装砲塔で2基に更新した。この年にペンシルベニアは後部甲板上に飛行甲板を仮設して陸上機の発艦・着艦試験が行われた。
1914年から1919年にかけて15.2cm速射砲を「ピッツバーグ（旧ペンシルベニア）」は6基、「ハンティントン（旧ウエスト・バージニア）」「プエブロ（旧コロラド）」は10基が撤去され、他に7.6cm速射砲を6～8基を撤去した。対空火器として「7.6cm（50口径）高角砲」が単装砲架で2基を搭載した。この時に「プエブロ（旧コロラド）」はボイラーがニクローズ式からバブコックス&ウィルコックス式16基に改められた。1917年2月に「ハンティントン」は後部甲板上に飛行機滑走台が設置され、水上機4機と気球1つが試験運用された。
第一次世界大戦後の1922年に「ピッツバーグ（旧ペンシルベニア）」ではボイラー4基が撤去されたのに伴い、前部マストに近い煙突1本が撤去されて3本煙突となった。

## 武装

### 主砲

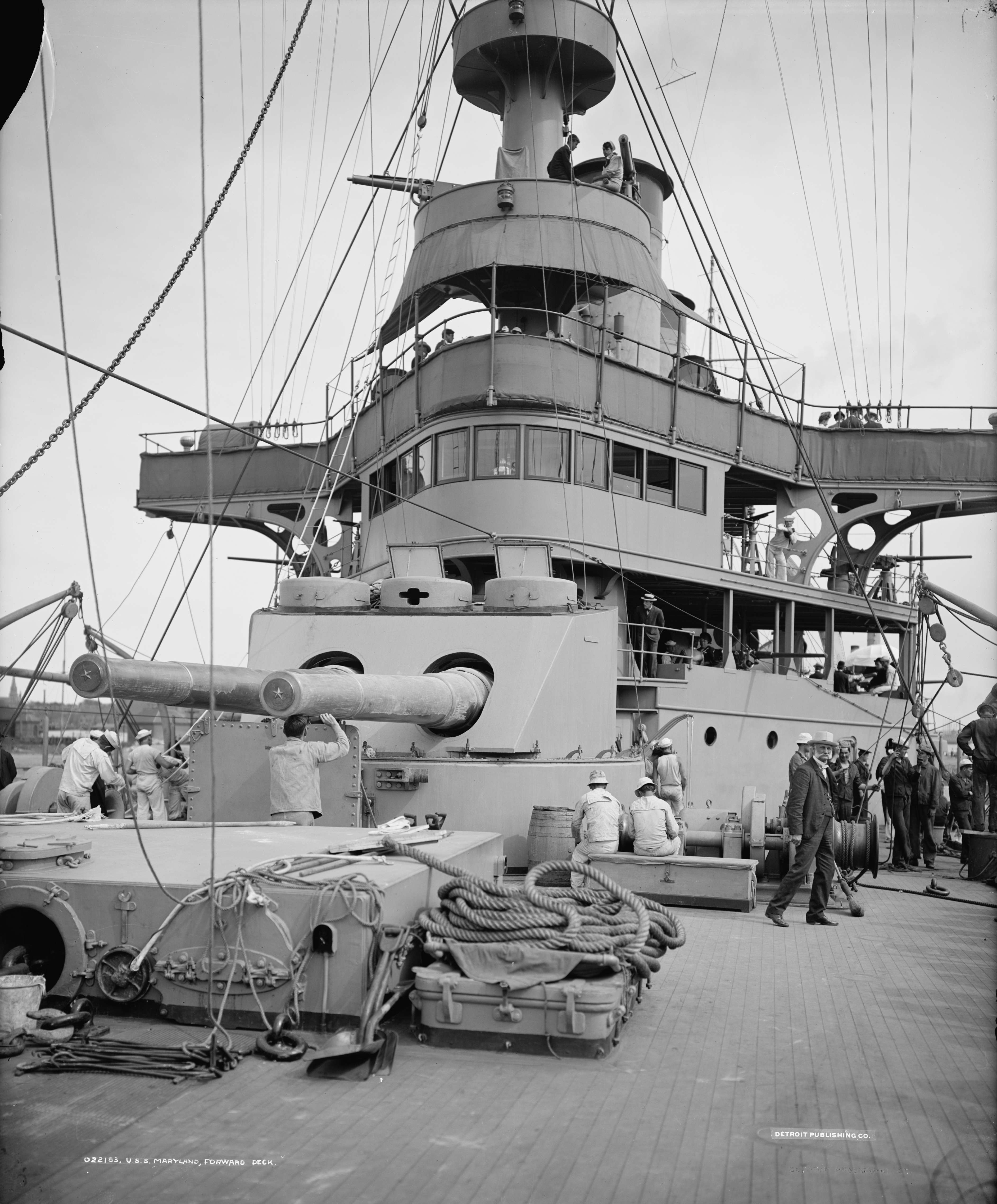
1905年に撮られた「メリーランド」の主砲塔。

主砲は「Mark 5 1894年型 20.3cm（40口径）ライフル砲」を採用した。その性能は重量118.0kgの徹甲弾を仰角20度で最大射程14,630mまで届かせる事ができた。搭載形式は単装砲架で1基を搭載した。砲架の仰角は最大20度・俯角4度まで砲身を上下でき、旋回角度は300度に旋回できた。発射間隔は毎分2～2.8発であった。

### 副砲、その他備砲、雷装
副武装として「Mark 6 1903年型 15.2cm（50口径）速射砲」を採用した。その性能は47.7kgの砲弾を仰角15度で14,630mまで届かせる事ができた。これを単装砲架で搭載した。砲架は仰角15度から俯角10度の範囲で上下でき、200度の旋回角度を持っていた。発射速度は毎分6発であった。
他に対水雷艇用に「Mark 2 1900年型 7.6cm（40口径）速射砲」を採用した。その性能は10.9kgの砲弾を仰角15度で6,400mまで届かせる事ができた。これを単装砲架で搭載した。砲架は仰角15度から俯角10度の範囲で上下でき、360度の旋回角度を持っていた。発射速度は毎分15～20発であった。
他に近接火器として4.7ｃｍ単装機砲12門と3.7cm単装機砲2門を上部構造物に搭載した。対艦攻撃用に46cm魚雷発射管を単装で2門を装備した。

### 就役後の武装変換

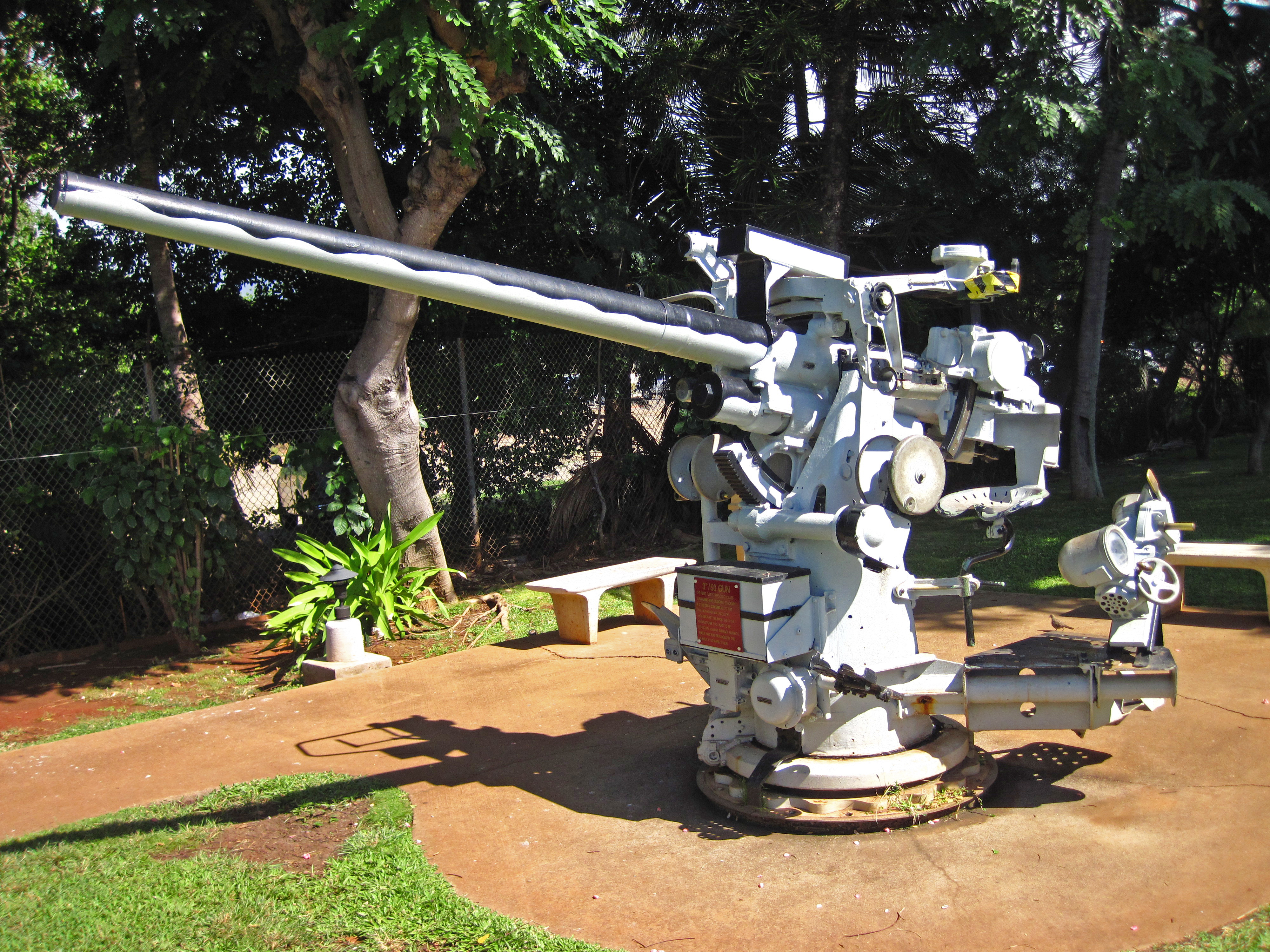
本級にも搭載された7.6cm（50口径）高角砲。

就役後の1919年に、対空火器として「1914年型 76.2cm（50口径）高角砲」が搭載された。その性能は重量5.9 kgの砲弾を最大仰角85度では射程9,270 mまで届かせられるこの砲を単装砲架で2基を搭載した。砲架の俯仰能力は仰角85度・俯角15度である、旋回角度は露天で360度の旋回角度を持つ。砲身の俯仰・砲塔の旋回・砲弾の揚弾・装填は主に人力を必要とした。発射速度は毎分15～20発である。

## 同型艦
- ペンシルベニア（USS Pennsylvania, ACR-4）：CA-4 Pittsburghに変更
- ウェストバージニア（USS West Virginia, ACR-5）：CA-5 Huntingtonに変更
- カリフォルニア（USS California, ACR-6）：San Diegoに改名後戦没
- コロラド（USS Colorado, ACR-7）：CA-7 Puebloに変更
- メリーランド（USS Maryland, ACR-8）：CA-8 Frederickに変更
- サウスダコタ（USS South Dakota, ACR-9）：CA-9 Huronに変更